# Перемилівка
Переми́лівка — село в Україні, у Млинівській селищній громаді Дубенського району Рівненської області. Населення становить 234 осіб.

## Історія та сьогодення
Щодо походження назви села, то існує дві найімовірніші версії. Одна з них має народну основу. Був колись у вжитку староукраїнської мови вислів «робити перемилля», тобто робити перепочинок. Оскільки колись населений пункт знаходився якраз на половині центрального шляху, що проходив з Дубно на Лика (тепер Олика Волинської області), а кругом росли дрімучі ліси, через які протікала широка річка Козулька (тепер це рівчак), то стомлені перехожі, проїжджі відповідно робили зупинку в селі, особливо у корчмі, робили тут перепочинок («переміння», «перемилля»), звідки й пішла назва. 

Натомість науковий працівник Львівського історичного музею С. Терський стверджує, що назва походить від старослов'янського імені Перемил, Перемисл і наводить для порівняння цілу низку поселень, які іменуються подібним чином — від імені з кореневим -мил, -мисл. Це Добромиль на Львівщині, Хотомель та Любомль на Поліссі, Гостомель на Київщині, Боремель, Радомишль, Тихомль, Перемиль (біля Берестечка) на Волині.
За археологічними дослідженнями, перші стоянки людей у районі Перемилівки з'явилися 10—15 тисяч років тому. Їх приваблювали тут родючі фунти, багаті ліси та води. Первісні мисливці та скотарі обрали місцем свого поселення територію в середній течії р. Козулька поблизу сучасного села Перемилівка. Певну роль у виборі місця стоянки, очевидно, відіграла і наявність у цій місцевості цілющих мінеральних джерел, які приваблювали і людей, і численні стада диких тварин. Лікувальні властивості перемилівської «мінералки» високо цінилися лікарями-знахарями. До речі, їх признала і теперішня наука.
Однак повернімося до глибокої давнини. Приблизно три з половиною тисячі років тому люди облюбували схили двох невеликих пагорбів на північній околиці села. На думку багатьох вчених, це були безпосередні предки слов'ян — носії так званої комарівської археологічної культури. Відтоді на багато століть ці горби стають осередком суспільного життя населення, що проживало в басейні Козульки.
Тривало життя на цих пагорбах, як стверджує науковець С.Терський, і в часи, коли на Прикарпатті після перемоги військ імператора Трояна над даками встановився кордон Римської імперії, і місцеві слов'янські племена налагодили тісні економічні зв'язки з римськими провінціями на Дунаї. Тоді ж у ці місця потрапляли побутові речі, а також технічні засоби (зокрема, виготовлення гончарного посуду) високорозвинутої на той час середземноморської культури. А з півночі, з Прибалтики на Волинь в той же час рухалися дикі племена, основу яких складали германці. Однак у результаті значних переміщень племен та народів, які відбулися після падіння Риму, залишки германських переселенців були остаточно асимільовані, і територія Золинг відійшла до слов'янських племен дулібів, волинян і бужан. Якраз тоді перемилівське населення, займаючи площу три гектари, було центром невеликого племені, розселеного на берегах Козульки. До цього часу відносяться народні перекази про стародавнє Перемилля. Тоді Перемилля було значним, частково укріпленим слов'янським поселенням, у якому мешкали ремісники, які обслуговували округу та вождь невеликого племені. Очевидно, йому — язичницькому вождю і жерцю (ці обов'язки часто суміщалися) — належав культовий предмет свого часу, знайдений жителем Перемилівки Петром Яковичем Прусаком. Предмет являв собою велике кабаняче Ікло, старанно відшліфоване і оздоблене майстерно виготовленою з бронзи мініатюрною головкою кабана, прикріпленою до ікла маленькими бронзовими цвяшками та кільцем для підвішування. Подібні предмети широко побутували у Східній Європі у ІХ—Х ст. Вони використовувалися як язичницькі амулети-обереги, а також, можливо, під час якихось обрядів.
У Х ст. село, як і вся Волинь, переходить під владу Київської Русі. На її території формуються удільні князівства. Перемилля за своїм розташуванням могло стати центром одного з таких князівств. Однак не судилося. Воно потрапляє разом з підлеглою територією в склад князівської волості з центром у Пересопниці. Однак це не перешкоджає його розвитку. Територія села поширюється і на протилежний берег заплави, розростаються його присілки. Можливо, у той час тут мало б виникнути ще одне волинське місто. Але хід подій круто повертає нещадна монголо-татарська навала. Перемилля, як і сотні інших міст і сіл Київської Русі, побудоване з дерева, горить від запальних стріл ворога, а жителів, що уціліли, забирають в полон. Відродження Перемилівки почалося, по суті, з чистого аркуша.
Документально Перемилівка згадується в польських актових книгах за 1478 рік. У збірнику «Памятники, издаваемые временной комиссиею для разбора древних актов (1845—1859 рр.) є запис, датований 1545 р. За даними «Волинських єпархіальних відомостей» за 1889 р. селом володіли Дмоховський та Кисіль. Вказується тут і на наявність біля ставка вищезгаданих залізних мінеральних джерел, які, за твердженням лікувального Департаменту, на кілька процентів вищі та кращі від закордонних джерел Спа, але, на жаль, вони знаходяться у занедбаному стані. Був на той час у селі також млин. Діяло церковно-приходське братство.
Окрім Дмоховського та Кисіля селом у різний час володіли поміщики Трояновські, Тушинські, Тхоржевичі, Соколовські, Попелі. Мала частину землі у Перемилівці дружина відставного капітана Теодоровича, котрий був римо-католиком.
Історія зберегла ще такий факт — навесні 1649 р. селяни Перемилівки та Мошкова разом із селянсько-козацькими загонами громили панські маєтки. А перед цим, у 1648 р., за переказами, прямуючи на Лики (Олики) в Перемилівці побував Богдан Хмельницький. Гетьман очолив тоді козаків у бою в замку Радзивілла. Це був страшний бій, а із старшин, які не здалися, вороги дерли лика (від цього й назва — Олика).
Своїми родовідними коренями сягає Перемилівки видатний діяч української культури, автор слів поезії «Ще не вмерла Україна», яка стала гімном України, Павло Платонович Чубинський. Цікавою є його доля, як і доля його творів. Перша й остання поетична збірка Чубинського побачила світ на початку 70 рр. XIX ст. Її назва «Сопілка». А автор «сховався» під псевдонімом Павлусь.
На початку 90 рр. XX ст. «Сопілку» перевидали в Україні. До неї додано літературний текст «Ще не вмерла Україна», відновлений 1863 року. Первісний текст з'явився 1862 р.
Чубинський також публікував краєзнавчі матеріали в журналі «Основа» і тогочасних газетах, зібрав, опрацював і видав при житті Миколи Костомарова «Труды этнографическо-статистической Экспедиции в Западно-Русский край (1872—1879)», за що був удостоєний золотих медалей Географічного товариства (1873) і Міжнародного етнографічного конгресу в Парижі (1875), а також відомої на той час Уваровської премії Петербурзької Академії наук (1879 р.). Це видання вчені називали «найвидатнішим явищем в історії етнографії», яке не втратило свого актуального значення і зараз.
Сам етнограф та фольклорист побував у багатьох населених пунктах Волинського краю — в Корці, Гощі, Рівному, Дубно, Радивилові, Рокитному, Сарнах, Острозі, а також, як дослідив краєзнавець І. Г. Пащук, у Млинові та Ярославичах. Найцікавіше для Перемилівки те, що у цьому селі жили прапрадід Чубинського Казимир (зафіксовано 1718 роком) і прадід Франц (Петро), котрий 1798 року повернувся до православ'я з римо-католиків. Петро пізніше придбав земельний наділ за Києвом, де й народився майбутній автор Гімну України.
7 (20) листопада 1917 року, відповідно до Третього Універсалу Української Центральної Ради, увійшло до складу Української Народної Республіки.
Радянську окупація почалась у 1918 році, але протрималась вона не довго. Із підписанням несправедливого Брестського договору про мир, західні області України, у тому числі і територія Перемилівки, ввійшли до складу Польщі.
Найродючіші землі віддали польським панам та осадникам.
У 1939 році село перейшло під контроль УРСР. Того ж року у селі почали організовувати колгосп, але остаточно колективне господарство було сформовано після війни.
4 лютого 1944 року Радянська Армія визволила село від нацистських загарбників. На фронтах Німецько-радянської війни проти нацистів билися 45 жителів села, на каторгу нацисти вивезли 100 чоловік. На території Перемилівської сільської ради проживають: 6 інвалідів війни, 11 учасників бойових дій, 35 учасників війни (громадяни по 1932 рік народження), 7 вдів, 1 реабілітований.
26 лютого цього року загін воїнів УПА (до 50 чоловік) біля села атакував конвой, що супроводжував 11 заарештованих підпільників. Під час нападу конвоїри намагалися знищити полонених, загинули троє осіб, декілька зазнали поранень. Повстанці знищили сержанта і червоноармійця та звільнили вцілілих арештантів. 
Після війни почалася відбудова господарства. Головою сільської ради було призначено Кухарчука Василя Яковича. Пізніше головою колгоспу в с. Перемилівка був Гайбонюк Архип Давидович (1949—1951).
Великі зміни в житті наших людей вніс досвідчений і вмілий керівник Петро Гнатович дубчак. В 1988 році обраний головою колгоспу. За цей короткий час зроблено дуже багато.
Дубчак П. Г. був головою колгоспу до 1998 року. Далі відбулася реконструкція сільгосппідприємства. Було створено два сільськогосподарські виробничі кооперативи: «Україна» (голова Дубчак П. Г.) та «Мошківський» (виконавчий директор Ступницький С. А. На даний час вони припинили своє функціонування.
Крім них діяло 9 фермерських господарств, причому господарство «Золота нива», яке очолює Кутуза Володимир Степанович — одне з найкращих області, діє й досі.
З ініціативи Андрухової І. В., жительки нашого села голови ради Ветеранів створено клуб «Надвечір'я».
Його уже добре знають не тільки в Млинівському районі, але і поза межами його. Ансамбль побував з виступами у багатьох селах, протягом року вітає жителів села з святами зі сцени сільського будинку культури, організовує мистецькі благодійні виступи для ветеранів НРВ, одиноких, людей похилого віку.
Сьогодні с. Перемилівка центр сільської ради. Розташоване за 19 км від районного центру. Сполучення із райцентром — шосейно-асфальтове. Дворів — 84. Населення — 250 чоловік.
12 червня 2020 року, відповідно до розпорядження Кабінету Міністрів України № 722-р від «Про визначення адміністративних центрів та затвердження територій територіальних громад Рівненської області», увійшло до складу Млинівської селищної громади.
19 липня 2020 року, в результаті адміністративно-територіальної реформи та ліквідації Млинівського району, село увійшло до складу Дубенського району.

## Органи влади
До 2016 Перемилівська сільська рада. У підпорядкуванні села: Мошків, Лукарівка, Іванківці. 

Сільський голова — Дубчак Петро Гнатович (2017 рік).

## Підприємства
На території сільської ради функціонують: фермерське господарство «Золота нива», ПП «Достовалов». «Перемилівські ковбаси»

## Освіта
Перемилівська загальноосвітня школа І-ІІ ступенів Млинівської районної ради Рівненської області.
Із 1905 року в селі Перемилівка працює школа (старе приміщення, у 1911 році приміщення перебудувалось). Це була початкова школа. У селах Мошків та Іванківці також були початкові школи.
У 1967 році було збудоване нове приміщення школи поруч із старим.

## Культура
- Клуб с. Перемилівка
- Публічно-шкільна бібліотека с. Перемилівка

В 1949 році в селі Мошкові було відкрито хату–читальню, завідувачем якої був Віталій Власик.
У 1952 році у селі Перемилівка відкрилась бібліотека, яку очолив Василь Павлович Парфенюк. З серпня 1954 завідувачкою бібліотеки стала Марія Володимирівна Сімухова. 

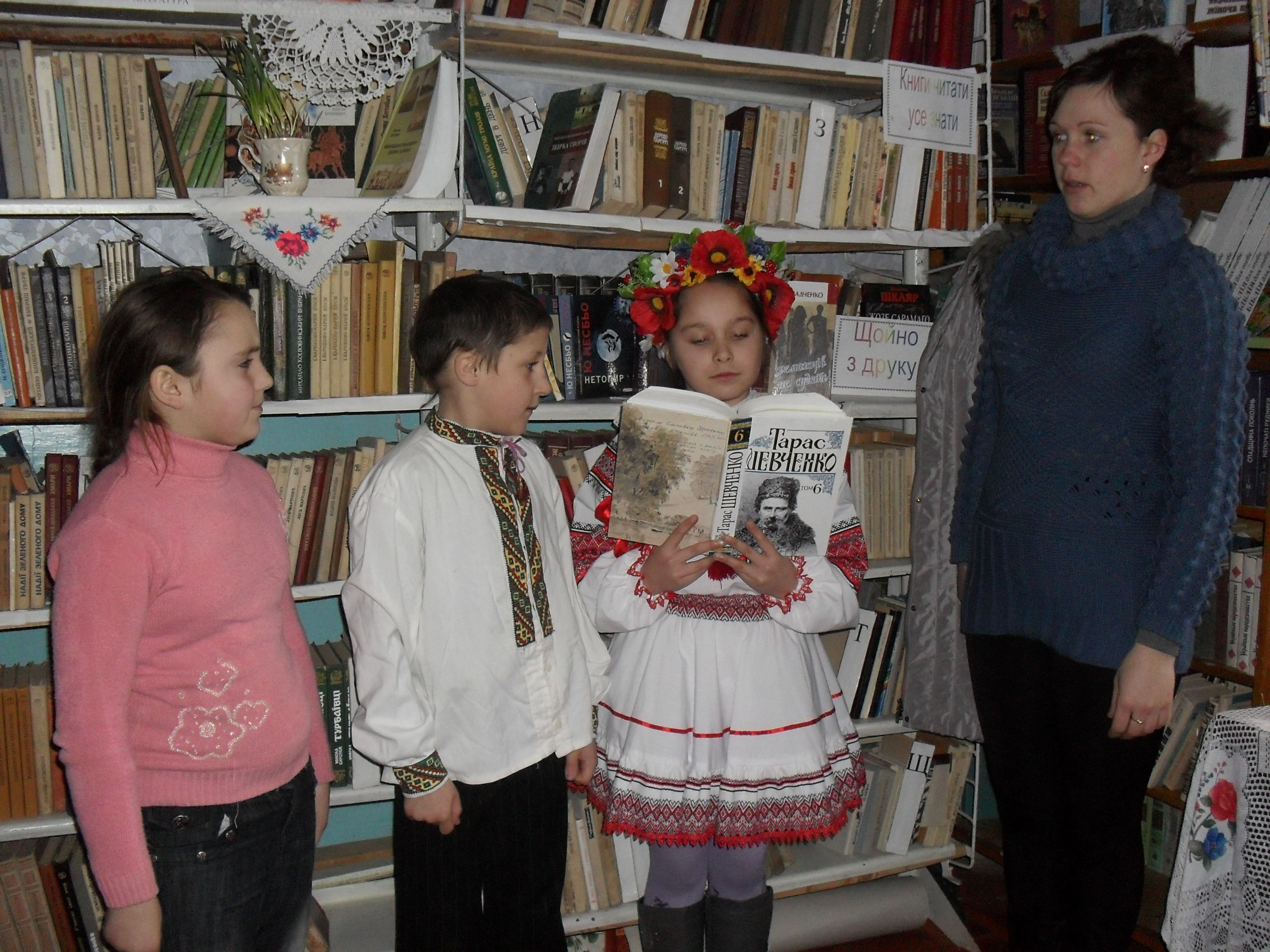
Підготовка до відзначення 200-річчя від дня народження Т. Шевченка

У 1967 році з нагоди 50–ти річчя Великої Жовтневої революції був збудований кінотеатр «Супутник» у с.Мошків, де в двох кімнатах розмістилася бібліотека. У 80-тих роках бібліотеку очолила Ганна Фадорівна Парфенюк, яка працювала до 2003 року. У жовтні 2002 було проведено реорганізацію бібліотечної системи: сільські публічні бібліотеки були об'єднані зі шкільними. З 2003 року завідувачка публічно–шкільної бібліотеки Людмила Павлівна Хмілевська. У бібліотеці створений: алфавітний каталог, картотека підручників, краєзнавча картотека. При бібліотеці працюють клуби за інтересами: «Юні книголюби», «Книжкова лікарня», «Книга і лялька».
Сьогодні основний напрямок роботи бібліотеки — краєзнавство. Бібліотека проводить краєзнавчі експедиці, збирає спогади ветеранів, випускає краєзнавчі буклети. Так, бібліотекою видано: «Таланти нашого села», «Л.Андрійчук — народна вишивальниця», «Наші земляки — наша гордість» та інші.

В червні 2010 року бібліотека с. Перемилівка перемогла у конкурсі бібліотечних проектів «Молоді — для молодих» в номінації «Молодь за чисту планету», де зайняла призове місце в області. 

Сьогодні бібліотечний фонд становить 7,9 тисяч документів та понад 1 тисячу підручників.
Бібліотека обслуговує чотири населені пункти Перемилівської сільської ради: Перемилівка, Мошків, Лукарівка, Іванківці.
30 травня 2021 р. Перемилівка зустрічала кращі музичні колективи Рівненщини. Тут відбувся обласний фестиваль народної музики імені Анатолія Андрухова. Участь у фестивалі взяли 14 кращих музичних колективів  Рівненщини із Рівного, Дубна, Острога, Квасилова,  Острожця, Зорі, Рачина, Костополя, Семидубів, серед яких колективи комунального закладу «Млинівський центр дозвілля» Млинівської селищної ради: Народний аматорський  чоловічий вокальний ансамбль "Козацька  рада" (керівник -  Ярослав Савонюк) та Народний аматорський чоловічий вокальний ансамбль "Передзвін"  ( керівник - Юрій Дейсун), а також жіночий ансамбль "Горлиця" клубу с. Мошків ( керівник - Світлана Грицюк).

## Медицина
Фельдшерсько–акушерський пункт с. Перемилівка.

## Релігія
Церква Святого Архистратига Михаїла Української православної церкви.
14 квітня 2019 р. на зборах релігійної громади села 95 % присутніх підтримали перехід від Української православної церкви Московського патріархату до Православної Церкви України. Відповідно були ухвалені рішення: про зміну підлеглості у канонічних і організаційних питаннях релігійної громади шляхом внесення відповідних змін до Статуту релігійної громади. Одноголосно проголосували про зміну назви релігійної громади: відтепер вона називатиметься релігійна громада Свято-Михайлівської парафії Рівненської єпархії Української православної церкви — Православної церкви України села Мошків Млинівського району Рівненської області.

## Спорт
Спорт в Перемилівці представлений переважно футболом. Цей вид спорту є і найпопулярнішою грою в селі та інших навколишніх населених пунктів, які входять до Перемилівської сільської ради. За словами місцевих спортсменів, перші успіхи у футболі почали з'являтися ще за часів СРСР, де функціонував колгосп імені Енгельса і, відповідно, на основі якого була і футбольна команда. Проте ніяких документальних свідчень з цього приводу не було зафіксовано.
Ряд призових місць було здобуто в Млинівському районі на шкільному рівні. Перший трофей, який може порадувати конкретною датою, припадає на 2011 рік, у якому на турнірі з мініфутболу в с. Хорупань команда ФК «Перемилівка» виборола бронзу. Із тієї пори і по сьогоднішній день перемилівські футболісти в загальному здобули 15 нагород. Ось повний їх список:
- 3-тє місце: 2011 (Хорупань), 2012 (Владиславівка), 2015 (Личани), 2015 (Владиславівка, 14.10.), 2017 (Млинів, 09.05), 2017 (Хорупань), 2017 (Млинів, Відкритий Зимовий Чемпіонат Млинівського р-ну з міні-футболу, Перша ліга), 2019 (турнір пам'яті Ігоря Єремеєва, Острожець;
- 2-ге місце: 2012 (Хорупань), 2015 (Млинів, 09.05.), 2016 (Млинів, 09.05.);
- 1-ше місце: 2014 (Личани), 2016 (Млинів, 24.08.), 2017 (Млинів, 24.08.), 2017 (Привітне), 2018 (Млинів, Відкритий Зимовий Чемпіонат Млинівського р-ну з міні-футболу, Перша ліга).

За всю свою історію команда носила назву ФК «Перемилівка», ФК «Перемилівка-Спорт», ФК «Перемилівка-Атлетик».
Поступово гравці Перемилівки починають залучатися до команди Штурм із сусідньої Владиславівки задля участі в районному чемпіонаті з футболу. У результаті вже в 2013 р. команди об'єднуються і всі домашні матчі проходять на місцевому стадіоні в с. Мошків. В 2016 році ФК «Штурм» (Владиславівка-Перемилівка) займає четверте місце в Чемпіонаті Млинівського району з футболу, котрий став останнім у футбольній історії Млинівщини.

## Уродженці села
- Андрухов Анатолій Петрович — заслужений працівник культури України.
- Бобрик Феофан Михайлович — графік, живописець, член Національної спілки художників України.
- Диб'як Неоніла Ананіївна — член національної спілки письменників України.
- Муляр Микола Іванович — заслужений працівник культури України.

## Галерея

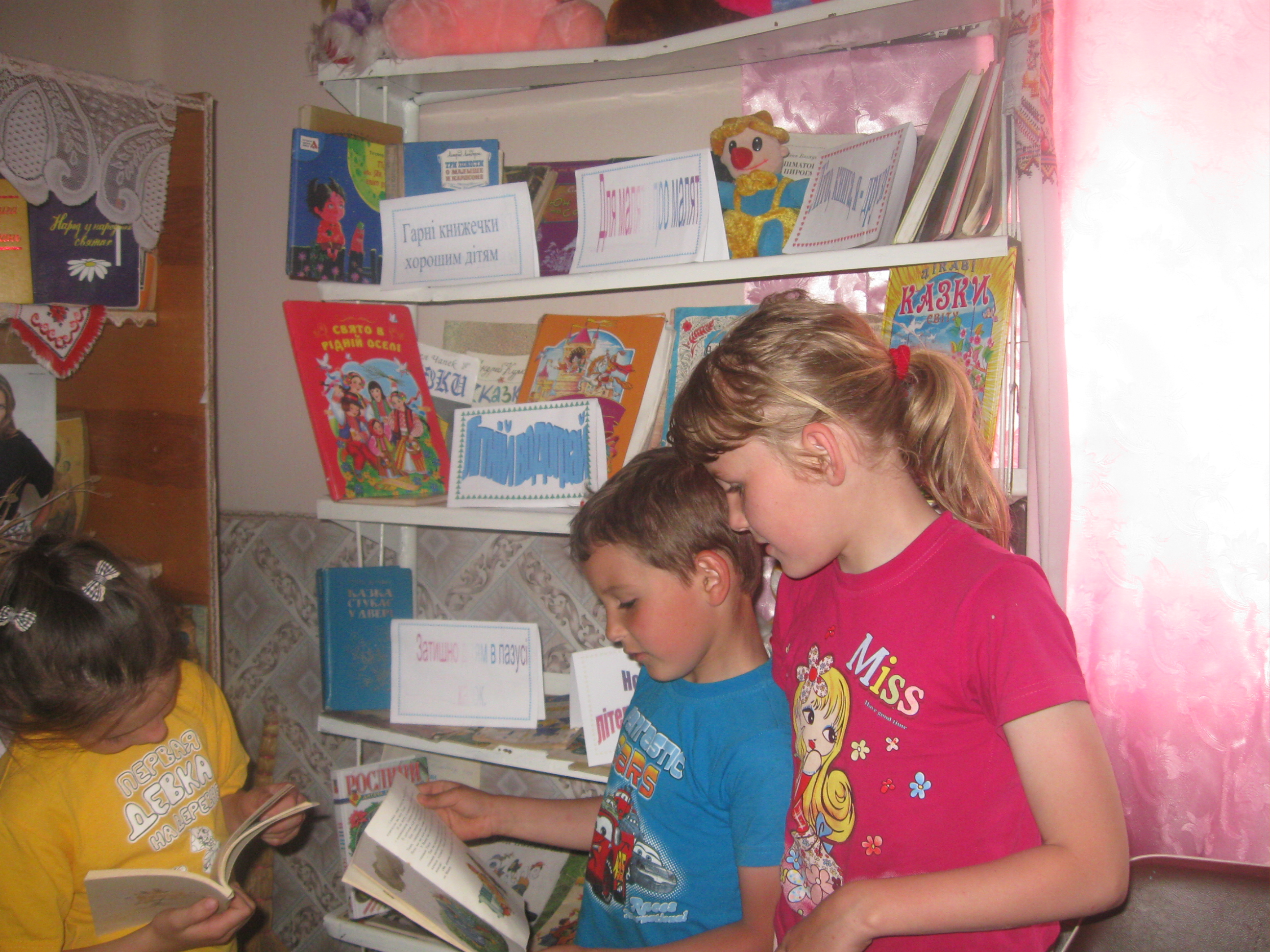
Знайомство з новими книгами